# Anastasia Voinova
Anastasia Sergeyevna Voynova (em russo:  Анастасия Сергеевна Войнова; Tula, 5 de fevereiro de 1993) é uma ciclista de pista russa. Ela possui quatro medalhas de ouro em Campeonatos Mundiais e outras sete em Campeonatos Europeus conquistadas entre 2014 e 2017.
Voynova competiu nas Olimpíadas de 2016, no Rio de Janeiro, e ao lado de Daria Shmeleva conquistou a medalha de prata na velocidade por equipes ao perderem a final contra a China.